# Episodi di Anfibia (terza stagione)
La terza e ultima stagione della serie animata Anfibia è stata trasmessa negli Stati Uniti dal 2 ottobre 2021 su Disney Channel, concludendosi il 14 maggio 2022.
In Italia, il primo e gli episodi dal 3º al 12º sono stati pubblicati su Disney+ il 14 settembre 2022, la seconda parte della stagione è stata pubblicata su Disney+ il 1 marzo 2023 comprendendo anche il secondo episodio inedito.
| nº | Titolo originale            | Titolo italiano             | Prima TV USA     | Distribuzione Italia | Sinossi |
| -- | --------------------------- | --------------------------- | ---------------- | -------------------- | --- |
| 1  | The New Normal              | La nuova normalità          | 2 ottobre 2021   | 14 settembre 2022    | Anne e i Plantar vengono trasportati sulla Terra e cercano di adattarsi ad un nuovo e selvaggio ambiente. |
| 2  | Hop ‘Til You Drop           | Salta finché non cadi       | 9 ottobre 2021   | 1º marzo 2023        | Anne porta i Plantar al centro commerciale per un corso accelerato sulla sopravvivenza sulla Terra. |
| 2  | Turning Point               | Punto di svolta             | 9 ottobre 2021   | 1º marzo 2023        | Sasha e Grime fuggono da Andrias e si nascondono a Wartwood. |
| 3  | Thai Feud                   | La faida-landese            | 16 ottobre 2021  | 14 settembre 2022    | Sprig cerca di disfarsi di un camioncino-ristorante che minaccia gli affari di famiglia. |
| 3  | Adventures in Catsitting    | Tutto quel giorno           | 16 ottobre 2021  | 14 settembre 2022    | I Plantar si offrono per portare Domino dal veterinario. |
| 4  | Fight at the Museum         | Una lotta al museo          | 23 ottobre 2021  | 14 settembre 2022    | Anne e i Plantar cercano di derubare un museo. |
| 4  | Temple Frogs                | Un tempio per le rane       | 23 ottobre 2021  | 14 settembre 2022    | I Boonchuy portano i Plantar al tempio thai. |
| 5  | Fixing Frobo                | Aggiustare Ranobot          | 30 ottobre 2021  | 14 settembre 2022    | Polly cerca di resuscitare Ranobot. |
| 5  | Anne-sterminator            | Anne-sterminatrice          | 30 ottobre 2021  | 14 settembre 2022    | Un pericoloso nemico localizza finalmente Anne e i Plantar. |
| 6  | Mr. X                       | Mister X                    | 6 novembre 2021  | 14 settembre 2022    | Anne porta i Plantar al cinema mentre i Boonchuy cercano di impedire a un agente federale di trovarli. |
| 6  | Sprig's Birthday            | Il compleanno di Sprig      | 6 novembre 2021  | 14 settembre 2022    | Anne cerca di far passare un grandioso compleanno terrestre a Sprig. |
| 7  | Spider-Sprig                | Spider-Sprig                | 13 novembre 2021 | 14 settembre 2022    | Determinato a lasciare il segno sulla Terra, Sprig diventa un supereroe. |
| 7  | Olivia & Yunan              | Olivia & Yunan              | 13 novembre 2021 | 14 settembre 2022    | Ad Anfibia, Olivia e Yunan cercano di salvare Marcy. |
| 8  | Hollywood Hop Pop           | Hop Pop a Hollywood         | 20 novembre 2021 | 14 settembre 2022    | Hop Pop cerca di sfondare come attore ad Hollywood. |
| 8  | If You Give a Frog a Cookie | Se dai un cookie a una rana | 20 novembre 2021 | 14 settembre 2022    | Anne dà fiducia ad un ambiguo scienziato che potrebbe aver trovato il modo di farli tornare ad Anfibia. |
| 9  | Froggy Little Christmas     | Un Natale ranocchioso       | 27 novembre 2021 | 14 settembre 2022    | Anne prova a fare una sorpresa a sua madre con un carro del Thai Go per la parata natalizia mentre i Plantar hanno difficoltà a comprendere le festività. Nel frattempo, Andrias, ha preparato una sorpresa letale. |
| 10 | Escape to Amphibia          | Fuga verso Anfibia          | 19 marzo 2022    | 14 settembre 2022    | Con una sola chance di far tornare i Plantar ad Anfibia, Anne ed i suoi genitori devono affrontare l'Agente X e l'FBI.                                                                                              |
| 11 | Commander Anne              | La comandante Anne          | 26 marzo 2022    | 14 settembre 2022    | Anne viene eletta capo della resistenza di Wartwood, anche se non è adatta al ruolo. |
| 11 | Sprivy                      | Sprivy                      | 26 marzo 2022    | 14 settembre 2022    | Sprig e Ivy architettano un piano per tornare insieme. |
| 12 | Sasha's Angels              | Sasha's Angels              | 2 aprile 2022    | 14 settembre 2022    | Una squadra della Resistenza viene catturata da degli predoni spietati. |
| 12 | Olm Town Road               | La strada verso i Protei    | 2 aprile 2022    | 14 settembre 2022    | Anne ed i suoi amici cercano la città di Proteus. |
| 13 | Mother of Olms              | Mamma proteo                | 9 aprile 2022    | 1º marzo 2023        | Il gruppo incontra Madre Olm, la custode di antiche profezie. |
| 13 | Grime's Pupil               | L'allievo di Grime          | 9 aprile 2022    | 1º marzo 2023        | A causa di circostanze disperate, Grime è costretto ad addestrare un apprendista. |
| 14 | The Root of Evil            | La radice del male          | 16 aprile 2022   | 1º marzo 2023        | Anne e i Plantar rimangono bloccati in uno strano villaggio di amanti delle piante. |
| 14 | The Core & The King         | Il nucleo e il re           | 16 aprile 2022   | 1º marzo 2023        | Re Andrias affronta i fantasmi del suo passato. |
| 15 | Newts in Tights             | Tritoni in calzamaglia      | 23 aprile 2022   | 1º marzo 2023        | Durante una ricognizione, Anne e Sprig si confrontano con un vecchio mentore. |
| 15 | Fight or Flight             | Attacco o fuga              | 23 aprile 2022   | 1º marzo 2023        | Anne prova a salvare un vecchio amico da uno degli accampamenti robot di re Andrias. |
| 16 | The Three Armies            | I tre eserciti              | 30 aprile 2022   | 1º marzo 2023        | Anne e Sasha devono convincere rane, newtopiani e rospi a collaborare. |
| 16 | The Beginning of the End    | L'inizio della fine         | 30 aprile 2022   | 1º marzo 2023        | Inizia la battaglia finale. |
| 17 | All In                      | Fino alla fine              | 7 maggio 2022    | 1º marzo 2023        | Anne e i suoi amici lottano per le loro vite mentre il destino dei due mondi rimane in bilico. |
| 18 | The Hardest Thing           | La scelta più difficile     | 14 maggio 2022   | 1º marzo 2023        | Il viaggio di Anne arriva al termine. |

## La nuova normalità
- Diretto da: Joe Johnston e Jenn Strickland
- Scritto da: Todd McClintock e Adam Colás

### Trama
Anne e i Plantar arrivano a Los Angeles e si dirigono a casa di Anne, dove la ragazza si ricongiunge ai genitori e presenta loro i Plantar. Nonostante lo shock, i signori Boonchuy notano la maturazione significativa di Anne e accettano di ospitare i Plantar, portandoli con loro al supermercato travestiti da essere umani. Ad Anfibia, Re Andrias stabilizza Marcy mettendola in stasi per farla guarire dalla ferita che le ha inflitto, e invia i suoi robot sulla Terra per trovare e uccidere Anne. Uno dei droidi rintraccia la ragazza e i Plantar, che riescono a difendersi; per proteggere i Plantar, Anne scatena i suoi poteri e danneggia pesantemente il robot. Quest'ultimo sopravvive e, mentre si ripara, continua a progettare di uccidere Anne, la quale decide di non usare più i suoi poteri, in quanto le consumano le energie.

## Salta finché non cadi
- Diretto da: Roxann Cole e Kyler Spears
- Scritto da: Gloria Shen

### Trama
Per insegnare ai Plantar a controllarsi, così da farli uscire più spesso di casa senza dare nell'occhio, Anne li porta al centro commerciale e ordina a Polly di mantenere la calma, a Sprig di non toccare nulla e a Hop Pop di non farsi ingannare dalle offerte apparentemente gratuite. Le cose sfuggono al controllo e Anne deve salvare i Plantar, scusandosi con loro per averli costretti ad affrontare il mondo terrestre senza un adattamento adeguato; i Plantar le fanno notare che anche lei ha commesso gli stessi errori quando è arrivata ad Anfibia e le promettono di obbedirle e prestarle più attenzione.

## Punto di svolta
- Diretto da: Joe Johnston
- Scritto da: Jenava Mie

### Trama
Quando Anne e i Plantar vengono spediti sulla Terra, Sasha e Grime scappano dal castello di Andrias e cercano rifugio a Wartwood; nascondono il tradimento perpetuato e dicono agli abitanti che Anne ha chiesto a Sasha di proteggerli; ciò nonostante, la ragazza si sente in colpa per le sue azioni. Un drone di Andrias raggiunge la città e Grime propone di fuggire, ma Sasha decide di rimanere e si commuove nel trovare il diario di Anne, dal quale scopre quanto la loro amicizia era importante per lei. Sasha decide di raccontare agli abitanti di Wartwood la verità, promettendo loro di essere cambiata per davvero. Lei e Grime guidano la città contro i robot e decidono di formare una resistenza.

## La faida-landese
- Diretto da: Jenn Strickland
- Scritto da: Michele Cavin

### Trama
Sprig vorrebbe essere accettato dai genitori di Anne come un membro aggiuntivo dei Boonchuy, così come Anne è diventata una Plantar onoraria. Per entrare nelle loro grazie, Sprig inizia a lavorare al Thai Go, ristorante thailandese di famiglia. Ned, il più affezionato cliente del locale, si offre di aiutarli a espandere l'attività preparando cibo da asporto; così facendo, involontariamente danneggia gli affari del Thai Go. Sprig cerca di sabotarlo, ma peggiora le cose e lui e Anne rischiano di schiantarsi con il furgone di Ned. Una volta risolta la situazione, Sprig si assume la responsabilità degli eventi e Ned accetta un lavoro come fattorino del locale. La signora Boonchuy rimprovera Sprig e quest'ultimo si felicita, perché questo indica che la signora Boonchuy ha preso familiarità con lui e ora lo considera un membro della famiglia.

## Tutto quel giorno
- Diretto da: Roxann Cole e Kyler Spears
- Scritto da: Todd McClintock

### Trama
I Plantar temono di essere visti come degli scrocconi dai Boonchuy, a causa della loro prolungata permanenza in casa loro; per cercare dii rendersi utili, si offrono di portare Domino, il gatto di famiglia, dal veterinario. Riescono nonostante alcuni imprevisti, ma dopo la visita Domino scappa e Sprig chiama il signor Boonchuy per chiedere aiuto. Ritrovano il micio e Hop Pop esprime dispiacere per la situazione, ma il signor Boonchuy rassicura i Plantar dicendo che non devono loro nulla, dal momento che hanno ospitato la figlia durante la sua permanenza ad Anfibia.
- Nota: Il titolo dell'episodio è un riferimento al film Tutto quella notte.

## Una lotta al museo
- Diretto da: Joe Johnston
- Scritto da: Adam Colás

### Trama
In cerca di un modo per tornare ad Anfibia, Anne e i Plantar si informano sul multiverso; si dirigono al museo cittadino, dove trovano un antico vaso proveniente da Anfibia. La curatrice, la dottoressa Jan, si offre di aiutarli, ma Anne diffida di lei a causa dei tradimenti subiti e per l'insonnia che l'affligge. Lei e i Plantar decidono di provare a rubare il vaso di notte, ma si imbattono nel robot inviato da Andrias che scatena un combattimento, finché non viene messo in fuga dall'arrivo di Jan e delle guardie. La dottoressa scopre il vero aspetto dei Plantar ma decide di proteggere la loro identità e di aiutarli ad analizzare il vaso, a patto che Anne prenda un po' di riposo. Attraverso dei particolari raggi, Jan scopre sul vaso un messaggio nascosto.
- Nota: Il titolo dell'episodio è un riferimento a Una notte al museo.

## Un tempio per le rane
- Diretto da: Jenn Strickland
- Scritto da: Gloria Shen

### Trama
Anne viene contattata dalla dottoressa Jan, ma i suoi genitori la obbligano ad andare per almeno un'ora al tempio thailandese. Con loro vengono i Plantar, che si adattano rapidamente alla comunità; Anne vorrebbe solo andarsene, ma comprende l'importanza della comunità quando sua madre le spiega il conforto che ha ricevuto dai vicini durante la sua assenza. I droni di Andrias attaccano il tempio e, durante l'assalto, i Plantar vengono smascherati, ma la comunità thailandese li accetta e contribuisce a respingere i robot. Arriva la dottoressa Jan, che ha cifrato il messaggio sul vaso che dice "Madre degli Olmi", ma nessuno sa cosa significhi.

## Aggiustare Ranobot
- Diretto da: Roxann Cole e Kyler Spears
- Scritto da: Jenava Mie

### Trama
Polly vorrebbe riparare Ranobot, sebbene Anne, Sprig e Hop Pop temono sia troppo pericoloso e le dicono di aspettare il ritorno ad Anfibia. Polly decide di provarci per conto proprio; dimostra una certa abilità con la meccanica e si fa aiutare da due youtuber che si occupano di tecnologia, Ally e Jess. Le contatta online per ricevere consigli, sebbene le due ragazze si preoccupino per lei. Quando Anne, Hop Pop e Sprig scoprono cosa sta facendo, rimproverano Polly, che si arrabbia e cerca di attivare Ranobot, che perde il controllo e rischia di metterla in pericolo. Il robot ricorda chi è Polly e la salva, ma si distrugge nuovamente; rimane ancora solo la testa, stavolta attiva. Ally e Jess, colpite dalla capacità di Polly, si offrono di aiutarla.

## Anne-sterminatrice
- Diretto da: Joe Johnston
- Scritto da: Michele Cavin

### Trama
Anne realizza di dover spiegare ai genitori della minaccia di Andrias. Frattanto, quest'ultimo concede un'ora al robot rimasto per trovare e uccidere Anne, attivando un timer che lo autodistruggerà se non svolgerà l'incarico in tempo. Il droide attacca i Boonchuy e i Plantar, che si rifugiano in una discarica. La signora Boonchuy si arrabbia con la figlia per averle mentito e lei sostiene di averlo fatto per proteggere i genitori e i Plantar. Le due famiglie lavorano insieme per sconfiggere il robot, che alla fine si distrugge, e si riconciliano. Nel frattempo, le azioni di Anne e dei Plantar attirano l'attenzione del FBI.

## Mister X
- Diretto da: Roxann Cole e Kyler Spears
- Scritto da: Adam Colás

### Trama
Anne porta i Plantar al cinema, senza sapere di essere perseguitati dall'enigmatico Mr. X, un agente del FBI. I signori Boonchuy lo scoprono e corrono in aiuto di Anne e dei Plantar, che devono sfuggire agli agenti. Anne inizialmente rifiuta l'aiuto dei genitori, non ritenendoli in grado di aiutarli, ma si ricrede quando loro li porta in salvo. Mr. X non demorde, promettendo di catturare i Plantar.

## Il compleanno di Sprig
- Diretto da: Jenn Strickland
- Scritto da: Todd McClintock

### Trama
Anne scopre che Sprig compie undici anni e rimane scioccata dal fatto che non glielo abbia detto. Scoprendo che, ad Anfibia, le rane non fanno nulla per festeggiare adeguatamente, decide di regalargli il compleanno più bello della sua vita, portandolo a compiere varie attività per Los Angeles. Finisce per condurlo a fare un giro su una mongolfiera a forma di clown, ma perdono il controllo del velivolo. Una volta in salvo, Anne si scusa con Sprig e lui le dice che non le importa di svolgere attività esaltanti per festeggiare, gli basta trascorrere del tempo con lei.

## Spider-Sprig
- Diretto da: Joe Johnston
- Scritto da: Gloria Shen

### Trama
Dopo aver visto un film di supereroi, Sprig decide di agire come il supereroe mascherato Frog-Man; le sue azioni attirano la gelosia dell'autoproclamato "supervisore della sicurezza del quartiere", Robert Otto, oltre che l'ammirazione degli abitanti di Los Angeles, tra cui la nipote di Robert, Molly Jo. Robert trova un braccio del robot di Andrias e assume un'identità criminale per vendicarsi di Sprig. La loro battaglia provoca caos nel quartiere e Molly Jo li rimprovera, accusandoli di agire non per il benessere comune, ma per alimentare i propri ego. Pentitesi, i due sistemano i disordini che hanno causato e Sprig rinuncia a essere un eroe.
- Nota: I personaggi dell'episodio parodizzano quelli di Spider-Man, con Sprig nel ruolo dell'eroe, Robert Otto del Dottor Octopus e Molly Jo di Mary Jane Watson.

## Olivia & Yunan
- Diretto da: Jenn Strickland
- Scritto da: Jenava Mie

### Trama
Ad Anfibia, Lady Olivia e il Generale Yunan decidono di fare squadra per salvare Marcy e trovare un modo per sconfiggere Andrias. Dopo diversi ostacoli le due tirano Marcy fuori dalla vasca di rianimazione, ma vengono sorprese da Andrias, che rivela di voler sfruttare Marcy come ospite per il suo padrone, un'entità chiamata "Nucleo", una fusione digitale delle più grandi menti di Anfibia. Sotto gli occhi di Andrias, Olivia e Yunan, il Nucleo si trasferisce nel corpo di Marcy e ne prende il controllo.

## Hop Pop a Hollywood
- Diretto da: Roxann Cole e Kyler Spears
- Scritto da: Michele Cavin

### Trama
A Hollywood, Hop Pop decide di fare un provino e fa amicizia con un uomo anziano molto simile a lui, Humphrey Westwood, a sua volta desideroso di diventare attore. Humphrey cede il suo posto a Hop Pop, che ottiene la parte per uno spot pubblicitario. La pubblicità ottiene un grande successo e viene notata da Mr. X; nonostante i rischi, Hop Pop decide di accettare il ruolo principale in un film, venendo inseguito da Mr. X, Anne, Sprig e Polly. Dopo aver scoperto che Humphrey è un bidello che aspettava l'occasione di sfondare, accetta di cedergli il ruolo. In questo modo, Mr. X viene ridicolizzato in quanto credono che abbia scambiato Humphrey con Hop Pop e quest'ultimo decide di intraprendere la carriera di regista.

## Se dai un cookie a una rana
- Diretto da: Joe Johnston
- Scritto da: Todd McClintock

### Trama
La dottoressa Jan indirizza Anne e i Plantar dalla dottoressa Frakes, una scienziata che potrebbe aiutarli a tornare ad Anfibia; li avverte che non c'è da fidarsi della scienziata, ma Anne, sentendosi in colpa per la nostalgia di casa che hanno i Plantar, va subito a parlarle. Frakes rivela di aver costruito una macchina per viaggiare in altri universi, ma non riescono ad aprire un portale per Anfibia. Quando Frakes scopre la vera identità dei Plantar, li cattura con l'intenzione di sfruttarli per ottenere fama. Anne si fa aiutare dall'assistente di Frakes, Terri, per salvarli; Terri, a sua volta un'ottima scienziata, si offre di aiutarli a costruire un portale per tornare ad Anfibia.

## Un Natale ranocchioso
- Diretto da: Jenn Strickland, Roxann Cole e Kyler Spears
- Scritto da: Adam Colás e Jenava Mie

### Trama
I Boonchuy si preparano per il Natale e cercano di spiegare la tradizione ai Plantar. A causa dei costi troppo elevati, la signora Boonchuy decide di rinunciare al suo sogno di partecipare con un carro alla sfilata natalizia annuale, ma Anne e i Plantar si fanno aiutare dalla dottoressa Jan, Ally e Jess per costruirne uno. Nel frattempo, Andrias invia un altro robot telecomandato sulla Terra per uccidere Anne. Il droide attacca i Boonchuy, i Plantar e i loro amici durante la parata natalizia, ma viene sconfitto. Darcy ridicolizza Andrias per il suo fallimento, sebbene il re sia sicuro che il suo esercito sarà inarrestabile. Anne scrive delle lettere anonime alle famiglie di Sasha per Marcy per rincuorarli e promettere loro di riportare a casa le ragazze.

## Fuga verso Anfibia
- Diretto da: Joe Johnston e Jenn Strickland
- Scritto da: Gloria Shen e Michele Cavin

### Trama
Terri e la dottoressa Jan riescono a costruire un portale per tornare ad Anfibia, ma manca l'energia necessaria per aprire un portale abbastanza grande. mentre si procurano il materiale necessario, Anne ammette a Sprig di non sapere se riuscirà a lasciare di nuovo i suoi genitori. L'FBI, guidato da Mr. X, rintraccia il gruppo e cattura i Plantar, volendo interrogarli e studiarli credendo siano alieni ostili. Anne soffre per la sua impotenza, ma i genitori esprimono la fiducia che ripongono nei suoi confronti, dandole la determinazione necessaria per organizzare un piano con cui salvare i Plantar, facendosi aiutare dagli alleati ottenuti a Los Angeles. Nonostante ciò, il gruppo si ritrova messo alle strette da Mr. X senza che il portale funzioni ancora. Anne riesce nell'impresa scatenando la sua energia e scappa nel portale con i Plantar. I signori Boonchuy affrontano Mr. X, mentre Anne e i Plantar scoprono con sgomento che Anfibia sta venendo devastata dall'esercito di Andrias.

## La comandante Anne
- Diretto da: Roxann Cole
- Scritto da: Todd McClintock

### Trama
Anne e i Plantar scoprono che Wartwood è diventata la base della resistenza, con Sasha al comando. Tuttavia, Sasha decide di cedere il comando ad Anne, nonostante la riluttanza di quest'ultima. Anne si rivela pessima nel comando, soprattutto quando devono distruggere una delle fabbriche di Re Andrias. Sasha ammette di avere paura di rovinare tutto mantenendo il comando, come è successo con la loro amicizia. Anne si espone al pericolo affinché Sasha possa ritrovare la fiducia in se stessa e salvare tutti da un serpente gigante; poi Anne restituisce il comando a Sasha, accettando di co-condurre il gruppo insieme a lei per metterla a suo agio.

## Sprivy
- Diretto da: Joe Johnston
- Scritto da: Adam Colás

### Trama
Ora una coppia fissa, Sprig e Ivy diventano eccessivamente co-dipendenti. Sasha li prende con sé per una missione per distruggere degli armamenti di Andrias, ma mette Sprig in coppia con Fern e Ivy con Stumpy. Per rimanere insieme, Sprig e Ivy ingannano i loro due compagni, i quali finiscono in difficoltà; Sprig e Ivy si separano per sistemare le cose. Sasha li rimprovera e la coppia promette di cambiare atteggiamento.

## Sasha's Angels
- Diretto da: Jenn Strickland
- Scritto da: Jenava Mie

### Trama
Sasha mette insieme una squadra per smantellare un accampamento di sciacalli guidati da Barry. Cadono in un'imboscata, e vengono catturati tutti tranne Sasha e Anne; Anne vorrebbe intervenire ma Sasha, sicura delle capacità del suo gruppo, la convince ad aspettare. Toadie ha difficoltà a uscire dalla sua zona di comfort e fallisce un piano di fuga che porta al ferimento della signora Croaker. Dopo essere stato spinto troppo oltre, Toadie perde il controllo e guida la squadra nell'evasione, distruggendo l'accampamento e recuperando le provviste. Sasha spiega ad Anne di tenere ai cittadini di Wartwood e che deve fidarsi del suo giudizio anche quando prende decisioni difficili.

## La strada verso i Protei
- Diretto da: Roxann Cole
- Scritto da: Gloria Shen

### Trama
Utilizzando le informazioni raccolte sulla Terra, Anne, Sasha e i Plantar vanno alla ricerca della Madre degli Olmi e trovano Lysil e Angwin, chiedendo loro di portarli da lei. I due sono stati banditi da Proteus, la città degli Olmi, che nega che le scosse della terra sono causate dalle trivelle di Andrias. Il gruppo riesce a distruggere le trivelle e a salvare la città, ma quando Parisia, la leader, si rifiuta di ammetterlo, Sasha le rinfaccia con rabbia le sue colpe. Colpita dalla sua determinazione, Parisia permette a Lysil e Angwin di rientrare in città e dà loro il permesso di incontrare la Madre degli Olmi.

## Mamma proteo
- Diretto da: Joe Johnston
- Scritto da: Michele Cavin

### Trama
Anne, Sasha e i Plantar incontrano Madre Proteo, che ha informazioni sulla profezia che coinvolge la Calamity Box, ma non riesce a ricordarla. Il gruppo deve entrare nella sua testa per spalmarle della crema sul cervello, mentre Hop Pop aspetta fuori a parlare con Mamma Proteo sull'invecchiamento. I ragazzi riescono nell'impresa nonostante diverse difficoltà, ma lei non riesce ancora a ricordare. Rammenta di aver scritto la profezia su una parete, scoprendo che parla di "tre stelle", ossia Anne, Sasha e Marcy.

## L'allievo di Grime
- Diretto da: Jenn Strickland
- Scritto da: Adam Colás

### Trama
Sasha cerca di convincere i rospi ad unirsi alla loro causa, ma un battibecco tra Grime e Sprig porta il capitano Beatrix a sfidare Sprig a duello dopo aver saputo che ha sconfitto Grime. Grime è costretto ad allenare Sprig e, sebbene i due in principio siano in costante disaccordo, iniziano a riconoscere il valore dell'altro e ad allenarsi reciprocamente. Sprig affronta Beatrix in un incontro in gabbia e, usando ciò che Grime gli ha insegnato, riesce a sconfiggerla. Beatrix, colpita dalle abilità di Spig, riconosce la sconfitta e accetta di unirsi con il suo esercito alla resistenza contro Andrias.

## La radice del male
- Diretto da: Joe Johnston
- Scritto da: Jenava Mie

### Trama
Anne, Loggle e i Plantar si ritrovano in un villaggio chiamato Gardenton, dove tutti gli abitanti sono appassionati di orticoltura. Il gruppo scopre che il capo della comunità è il loro vecchio nemico, Gary il fungo, che ha posto il popolo del villaggio sotto il suo controllo per loro volere. Gardenton viene attaccata da Andrias, ma i protagonisti salvano il villaggio e Hop Pop convince Gary a combattere insieme alla resistenza.

## Il nucleo e il re
- Diretto da: Roxann Cole
- Scritto da: Todd McClintock

### Trama
L'episodio è ambientato quasi interamente in un flashback di molti anni prima dell'inizio della serie.
Da giovane, Andrias era un principe spensierato che passava tutto il suo tempo con gli amici, la rana giardiniera Leif e il rospo soldato Barrel. Suo padre, Re Aldrich, gli mostrò la Calamity Box e gli fece pressioni sulle responsabilità che comporta l'essere un sovrano, inclusa la conquista e lo sfruttamento di altri universi. Leif prese casualmente la Calamity Box ed ebbe una visione apocalittica della distruzione di Anfibia. Implorò Andrias di non usare il manufatto ma, quando lui ne parlò con il padre, quest'ultimo lo convinse che i suoi amici volevano manipolarlo approfittando del suo status regale. Udendo ciò, Leif fu costretta a rubare la Calamity Box e a fuggire da palazzo. L'accaduto segnò Andrias, che si convinse che Aldrich avesse ragione; per punire Barrel per aver lasciato scappare Leif lo mandò in esilio, portando all'inizio della faida tra le razze di Anfibia. 
Nel presente, si scopre che il Nucleo contiene anche la personalità di Aldrich e informa Andrias che sono prossimi a invadere la Terra.

## Tritoni in calzamaglia
- Diretto da: Jenn Strickland
- Scritto da: Gloria Shen

### Trama
Mentre alcuni rospi e tritoni lavorano per Andrias, Anne e Sprig si riuniscono con Tritonio, a capo di una banda di ladri neutrali che derubano Andrias ma non sono schierati con la ribellione. Quando la sua squadra viene catturata, Tritonio li abbandona a causa della sua dura educazione di strada che lo porta a pensare sempre solo a sé; Anne e i Plantar lo incoraggiano a cambiare e a salvare i suoi compagni. Insieme, decidono di unirsi alla ribellione. Tornato alla base, il gruppo trova una stanza nascosta che contiene una busta rossa senza scritte che Sprig conserva. 

## Attacco o fuga
- Diretto da: Roxann Cole
- Scritto da: Michele Cavin

### Trama
Durante una missione di esplorazione con Sprig, Loggle e Soggy Joe, Anne si riunisce con Domino II, che ha avuto dei cuccioli. Domino II viene catturata dai droni di Andrias per alimentare una batteria; Anne e Sprig vanno a salvarla mentre il resto di Wartwood si prende cura dei piccoli con iniziale riluttanza, finendo però per affezionarsi a loro. Anne trova Domino II e la libera con le altre falene catturate; essendo Domino II la Falena Alfa, lei e i suoi simili si schierano con la resistenza. 

## I tre eserciti
- Diretto da:
- Scritto da:

### Trama
Anne e Sasha non riescono a far cooperare rane, tritoni e rospi, essendo le tre specie in continuo conflitto nonostante i tentativi delle ragazze di farli collaborare per combattere Andrias. Anne usa i suoi poteri per richiamare l'attenzione e fa comprendere ai tre eserciti che, se vogliono sopravvivere, devono mettere da parte le divergenze e diventare un fronte unito. Madre Proteo  arriva per informare i presenti che Andrias inizierà la sua invasione terrestre quella stessa notte, dando inizio ai preparativi per lo scontro finale.

## L'inizio della fine
- Diretto da: Jenn Strickland
- Scritto da: Adam Colás

### Trama
Anne e Sasha parlano del loro pessimo rapporto con Marcy e del fatto che, nonostante le sue azioni, si sentono responsabili del fatto che lei abbia contribuito a portarli ad Anfibia. La ribellione attacca le forze di Andrias mentre Anne, Sasha, Grime e i Plantar si intrufolano nel palazzo per prendere la Calamity Box; vengono ostacolati da Yunan e Olivia, controllate mentalmente dal sovrano, finché non vengono liberate da Anne e Sasha. La squadra cade in una trappola di Darcy, che intende uccidere Anne, ma quest'ultima la convince a lasciarla in vita dato che non sa come usare la Calamity Box. Darcy e Andrias danno inizio al loro piano aprendo u portale per Los Angeles. 

## Fino alla fine
- Diretto da: Roxann Cole, Joe Johnston e Jenn Strickland
- Scritto da: Jenava Mie, Gloria Shen e Michele Cavin

### Trama
Mentre Andrias e Darcy danno inizio all'invasione della Terra, Anne e i suoi alleati riescono a fuggire e ad andare a Los Angeles, dove si riuniscono con i coniugi Boonchuy, ora agenti addestrati di Mr. X, che iniziano a contrastare i robot di Andrias. I Boonchuy, i Plantar, Mr. X e l'esercito si occupano di combattere i droidi di Andrias, mentre Sasha, Grime, Olivia e Yunan vanno nel castello di Andrias per distruggere il campo di forza che lo circonda. 
Frattanto, il Nucleo cerca di manipolare Marcy all'interno della sua mente, costruendo per lei un mondo fantastico dove rimanere per sempre con Sasha e Anne, nel tentativo di sottometterla e assimilarla in definitiva; Marcy capisce l'inganno e di non poter rifuggire ai cambiamenti della vita imponendo le sue passioni alle sue amiche.
Andrias manda sulla Terra due aironi giganti controllati mentalmente e i Plantar li riconoscono come quelli che avevano ucciso i genitori di Sprig e Polly. Nonostante inizialmente siamo traumatizzati, i Plantar trovano la forza di combatterli e sottometterli per salvare i genitori di Anne. 
Mentre Olivia e Yunan tengono a bada i robot, Sasha e Grime affrontano Darcy; nello scontro, Grime perde un braccio per proteggere Sasha e quest'ultima riesce a tagliare il collegamento neurale del casco, liberando Marcy dal controllo mentale. 
Sulla Terra, Anne combatte Andrias tramite i suoi poteri, ma fatica a tenergli testa. Grazie a Mr. X, Sprig traduce la lettera rossa trovata in precedenza, scoprendo che che era scritta da Leif per Andrias; in essa, esprimeva profondo rammarico per quanto successo tra loro. Sprig la fa avere ad Andrias, il quale, sopraffatto dal dolore, si lascia sconfiggere da Anne. Quest'ultima torna al castello e si ricongiunge con Sasha e Marcy. Anne e Sasha perdonano Marcy per quanto accaduto.
Il gruppo torna ad Anfibia vittorioso, ma scopre che il Nucleo è sopravvissuto tramite il casco strappato via a Marcy e sta dirottando la luna contro il regno.

## La scelta più difficile
- Diretto da: Roxann Cole e Joe Johnston
- Scritto da: Adam Colás e Todd McClintock

### Trama
Madre Proteo spiega ad Anne che in realtà il segreto delle gemme è un "sistema di sicurezza"; arriva anche Valeriana, che infonde ad Anne, Sasha e Marcy i poteri delle gemme nel tentativo di respingere la luna. Informa Anne che c'è un modo particolarmente estremo che potrebbe funzionare, ovvero l'uso congiunto delle gemme da parte di una persona sola, anche se questo comporterebbe la morte della persona. Andrias, pentito per le sue azioni, ordina ai suoi robot di aiutare le ragazze e rinnega il Nucleo. Quando i poteri di Sasha e Marcy iniziano a svanire, Anne decide di mettere in atto l'assorbimento delle tre gemme, dopo un ultimo addio alle amiche e a Sprig. La ragazza fa esplodere la luna e il Nucleo, perdendo la vita.
Anne si risveglia in una sorta di limbo e incontra il guardiano delle gemme, un'entità cosmica che assume l'aspetto di Domino; le spiega di aver salvato la sua anima e di averla replicata in un altro corpo identico. Le offre di prendere il suo posto come guardiano, ma Anne si rifiuta, affermando di essere troppo giovane per tale ruolo. Il Guardiano accetta e la riporta in vita, con la promessa di rifarle la stessa proposta quando Anne morirà tra 78 anni. Anne torna in vita e si ricongiunge con i suoi amici. Rimangono tre frammenti di gemme che funzioneranno per un solo portale, per riportare Anne, Sasha e Marcy sulla Terra. Dopo un ultimo addio con gli amici di Anfibia, le ragazze tornano a casa.
Nove mesi dopo, gli abitanti di Anfibia stanno ricostruendo il regno: Olivia e Yunan si sono messe insieme, Polly è diventata una rana cresciuta e Hop Pop vive con Sylvie. Viene costruita una statua in onore di Anne, e Sprig decide di partire all'avventura con Ivy alla scoperta di un nuovo continente.
Dieci anni dopo, Sasha, Marcy e Anne si sono allontanate durante la crescita; ciò nonostante, continuano a vedersi in occasione del compleanno di Anne, che è diventata un'erpetologa.